# Fossa (planetaire geologie)

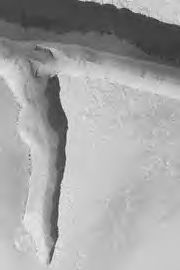
Cerberus Fossae op Mars

Een fossa (meervoud: fossae) is in de planetaire nomenclatuur een lange, smalle depressie (trog) op het oppervlak van een buitenaards lichaam, zoals een planeet of maan. De term, die in het Latijn "sloot" of "geul" betekent, is geen geologische term als zodanig, maar een term die wordt gebruikt door de United States Geological Survey (USGS) en de International Astronomical Union (IAU) voor topografische kenmerken waarvan de geologie of geomorfologie onzeker is vanwege een gebrek aan gegevens of kennis van de exacte processen die ze hebben gevormd. Fossae worden verondersteld het resultaat te zijn van een aantal geologische processen, zoals breuken of verzakkingen.
Er zijn 56 fossae op de planeet Mars, de grootste is Sirenum Fossae. Op de planeet Venus werden 34 fossae benoemd en op de planeet Mercurius bevinden zich twee fossae. Op Enceladus, een natuurlijke maan van de planeet Saturnus, zijn er zeven, op Ganymedes, de grootste maan van de planeet Jupiter, zijn er drie gekend en op Triton, de grootste maan van de planeet Neptunus, zijn er ook drie benoemd.